# أندرو راسل
أندرو راسل باربي (بالإنجليزية: Andrew Russell Barbee)‏ (من مواليد 9 ديسمبر 1827 - تُوفى في 5 أغسطس 1903) وهو جراح خدم في الكونفدرالية خلال لحرب الأهلية الأمريكية. وكان رئيس مجلس أمناء المعاشات التقاعدية الأمريكية، وسكرتير مجلس الدولة للصحة. وبينما كان عضوا في مجلس الشيوخ في ولاية فيرجينيا الغربية، كان يعمل على قانون ينظم ممارسة الطب والجراحة، وأنشأ مجلس الدولة للصحة.

## نشأته
تنحدر أسرة أندرو من الفرنسي - هوغينوت جون باربي الذي استقر في ولاية فرجينيا. ولد باربي في هوسبورغ (أو هاوبورغ)، مقاطعة راباهانوك (فيرجينيا). كان من أصل فرنسي وويلزي، أقامت عائلتة في نُزل على الطريق. كان له 11 أخ وأخت وهم: جورج (ب 1811)، وإيلي (ب 1812)، والعقيد غابرييل توماس (1814-1908)، والنحات ويليام راندولف (1818-1868) ولويس كونر (1821-1877) وجوزيف (ب 1832)؛ (1823) ومارثا (ب 1828) ولورينا كارولين (ب 1829)، وأدلين كاترين (ب 1831). كان أندرو هو ابن شقيق الجنرال باتريك هنري بريتان، وزير الدولة العاشر لولاية ألاباما.
تلقى أندرو تعليمه في بطرسبرغ (فرجينيا) قبل دراستة للطب تحت إشراف الدكتور جي تومسون من لوراي (فيرجينيا) (1848 - 1849) في جامعة بنسيلفانيا وفي كلية ريتشموند الطبية (1849-1850)، قبل تخرجه في أبريل 1851 من مدرسة الطب بجامعة بنسلفانيا.

## عمله
بدأ ممارسته الطبية الأولى في فلينت هيل، مقاطعة راباهانوك، فيرجينيا، قبل أن ينتقل إلى مقاطعة ماديسون (فيرجينيا) في عام 1852. وبعد ذلك، ذهب إلى الزراعة في بوكا (فيرجينيا الغربية) حيث بقي حتى اندلاع الحرب الأهلية. كرس نفسه للطب وخاصة في مجال الجراحة والأمراض المزمنة.
انضم أندرو إلى الجيش الكونفدرالي، قاتل في حملة وادي كاناوا. في 2 مايو 1862، تقاعد بسبب إعاقته، وقال انه أصيب بجروح في معركة دري كريك، 26 أغسطس 1863. عندما تعافى من جراحته في يناير كانون الثاني 1864، تقاعد من الخدمة الفعلية.
بعد ذلك تم تعيينه في الخدمة الطبية في الجيش الكونفدرالي (برتبة عقيد)، على موظفي الجنرال جون سي بريكينريدج في القدرات الطبية العسكرية، خدم معه في الوادي في عام 1864. وفي وقت لاحق تم تعيين باربي في القوات الاحتياطية من جنوب غرب ولاية فيرجينيا.
بعد انتهاء الحرب واصل باربي ممارسته للجراحة. وكان عضوا في مجلس الشيوخ في الولاية في 1880-1884، خدم لمدة أربع سنوات، في نهاية المطاف كان مرشحا للكونغرس ولكنه هزم مرتين.
كان باربي عضوا في جمعية مقاطعة ماسون الطبية وجمعية مقاطعة غاليا الطبية وجمعية وادي أوهايو الطبية. أيضا عضواً في جمعية ولاية فيرجينيا الطبية، اُنتخب رئيسا في عام 1875. شغل منصب رئيس و أمين مجلس التعليم والهيئات العامة الأخرى.

## حياته الشخصية
تزوج في 18 مايو 1852، مارغريت آن جيليسبي (ب 1834)، ابنة الدكتور جون جيه و آن (آرثر) طومسون. وكان له 6 أطفال هم: جون وماري بلانش وكيت لويز وويليام وآن ريبيكا وهيو آرثر.